# حمد المبارك الصباح
الشيخ حمد المبارك الصباح (1894 - 31 مايو 1938 )، أحد أبناء حاكم الكويت السابع الشيخ مبارك الصباح من زوجته حصة بنت فلاح بن راكان الحثلين، وهو أحد الثلاثة الذين رشحهم وجهاء الكويت كي يتولى أحدهم الحكم بعد وفاة الشيخ سالم المبارك الصباح. كان والده يحبه كثيرًا ، ولم يمنح أحدًا من أبنائه حبًا مثل حبه إياه ، وفي زواجه أقام له والده حفلة لم تعهد الكويت نظيراً لها في أيامها كلها.

## حياته العائلية
في 17 مايو 1908  تزوج من الشيخة حصة صباح المحمد الصباح، وأنجبا:
- الشيخ مبارك، والد الشيخ جابر مبارك الحمد الصباح رئيس وزراء الكويت الأسبق
- الشيخة شريفة (زوجه الشيخ جابر الأحمد الصباح).
- الشيخ خالد والد الشيخ صباح الخالد الحمد الصباح ولي عهد أمير الكويت ووالد محمد الخالد الصباح وأحمد الخالد الصباح
- الشيخ فهد.
- الشيخة نسيمة (زوجة الشيخ عبد الله السالم الصباح).
- الشيخة نشمية.

## المرجع
1. 1 2 3 4 5  حمد المبارك.. في ذكراه الثانية والسبعين، جريدة القبس، دخل في 5 يونيو 2010 نسخة محفوظة 5 مارس 2016 على موقع واي باك مشين.
2. ↑  موقع بوابة الشيخ نايف أحمد الصباح - شجرة عائلة الصباح نسخة محفوظة 26 يونيو 2017 على موقع واي باك مشين.

- كتاب تاريخ الكويت، عبد العزيز الرشيد.